# Enrique Tortosa Palma
Enrique Tortosa Palma, más conocido como Kike Tortosa, (Alicante, España, 10 de febrero de 1991) es un futbolista español que juega en la posición de delantero en el Futbol Club Vilafranca de la (3ª División ).

## Trayectoria
Kike Tortosa empezó su formación en las filas del Hércules de Alicante C.F. donde destacó pronto siendo fichado por el Valencia C. F. para ingresar en la Ciudad Deportiva de Paterna. Su proyecciónn le llevó a debutar con 17 años en el filial che en 2ªB la contundente victoria 0-4 al C.D. At. Baleares y, pese a tener edad juvenil, disputó 13 partidos en la categoría hasta la temporada 2009-2010.
El descenso del Valencia C. F. Mestalla a 3ª, una categoría poco exigente para la proyección del jugador, llevó a Kike Tortosa a fichar en enero de 2011 por el R.C. Recreativo de Huelva (2ª), siendo una de las apuestas fuertes del club decano. Las cosas no fueron como ninguna de las dos partes se esperaban y en el mercado invernal de la temporada 2011-2012, tras rescindir su contrato con los onubenses, fichó por el Deportivo Alavés (2ªB). En Vitoria tras disputar los dos primeros encuentros como titular una lesión le apartó del equipo, que decidió no renovarle.
En verano de 2012 regresó a la Comunidad Valenciana para fichar, tras una semana a prueba, por el C.D. Alcoyano (2ªB), donde fue un jugador usado como refresco del equipo en las 2ª partes. Terminada la temporada firmó por el C. Gimnástic de Tarragona (2ªB) con la idea de reforzar su filial C.F. Pobla de Mafumet (3ª) con el objetivo del ascenso, aunque también jugó algún partido con el primer equipo. Tras conseguir subir a 2ªB en la temporada 2014-2015, Kike Tortosa volvió a jugar en 2ªB, en esta ocasión de manera habitual (32 partidos).
Tras el descenso del C.F. Pobla de Mafumet, en verano de 2016 firmó por la S.D. Leioa (2ª División B).
En verano de 2017 firmó por el Futbol Club Vilafranca.

## Clubes
| Club                      | País              | Año                    |
| ------------------------- | ----------------- | ---------------------- |
| Valencia C. F. Mestalla   | Bandera de España | 2009-2011              |
| R.C. Recreativo de Huelva | Bandera de España | 2010-2011              |
| Deportivo Alavés          | Bandera de España | 2011-2012 (2ª vueltas) |
| Club Deportivo Alcoyano   | Bandera de España | 2012-2013              |
| C.F. Pobla de Mafumet     | Bandera de España | 2013-2016              |
| S.D. Leioa                | Bandera de España | 2016-2017              |